# Coupe d'Europe des vainqueurs de coupe de football 1967-1968
Navigation
Coupe des coupes 1966-1967 Coupe des coupes 1968-1969
La Coupe d'Europe des vainqueurs de coupe 1967-1968 voit le sacre du Milan AC qui bat les Allemands du Hambourg SV en finale après prolongations. 
C'est le deuxième trophée européen gagné par les Rossoneri après la Coupes des clubs champions 1963. C'est l'attaquant du Hambourg SV Uwe Seeler, avec 8 réalisations, qui termine meilleur buteur de l'épreuve.
Deux changements dans le règlement par rapport à l'édition précédente : le tenant du titre (s'il participe à la Coupe des Coupes) n'est plus exempté de premier tour et entre donc en lice, comme tous les clubs engagés en seizièmes de finale et les matchs d'appui sont de nouveau disputés en cas d'égalité parfaite après les matchs aller-retour. Ce cas se produira lors de trois des quatre quarts de finale lors de cette édition.

## Seizièmes de finale
| Équipe 1          | Résultat | Équipe 2           | Aller  | Retour |
| ----------------- | -------- | ------------------ | ------ | ------ |
| Aberdeen FC       | 14 - 1   | KR Reykjavik       | 10 - 0 | 4 - 1  |
| Altay SK          | 2 - 3    | Standard de Liège  | 2 - 3  | 0 - 0  |
| FK Austria Vienne | 1 - 4    | FC Steaua Bucarest | 0 - 2  | 1 - 2  |
| Rába ETO Győr     | 9 - 0    | Apollon Limassol   | 5 - 0  | 4 - 0  |
| AC Milan          | 6 - 2    | Levski Sofia       | 5 - 1  | 1 - 1  |
| Fredrikstad FK    | 2 - 7    | Vitoria Setubal    | 1 - 5  | 1 - 2  |
| HJK Helsinki      | 1 - 8    | Wisla Cracovie     | 1 - 4  | 0 - 4  |
| Valence CF        | 8 - 2    | Crusaders FC       | 4 - 0  | 4 - 2  |
| Bayern Munich T   | 7 - 1    | Panathinaïkos      | 5 - 0  | 2 - 1  |
| Aris Bonnevoie    | 1 - 5    | Olympique lyonnais | 0 - 3  | 1 - 2  |
| HNK Hajduk Split  | 3 - 6    | Tottenham Hotspur  | 0 - 2  | 3 - 4  |
| Floriana FC       | 1 - 3    | NAC Breda          | 1 - 2  | 0 - 1  |
| Shamrock Rovers   | 1 - 3    | Cardiff City       | 1 - 1  | 0 - 2  |
| Lausanne-Sport    | 3 - 4    | TJ Spartak Trnava  | 3 - 2  | 0 - 2  |
| FK Torpedo Moscou | 1 - 0    | BSG Motor Zwickau  | 0 - 0  | 1 - 0  |
| Hambourg SV       | 7 - 3    | Randers FC         | 5 - 3  | 2 - 0  |

## Huitièmes de finale
| Équipe 1           | Résultat | Équipe 2           | Aller  | Retour |
| ------------------ | -------- | ------------------ | ------ | ------ |
| Rába ETO Győr      | 3 - 3    | Milan AC           | 2 - 2e | 1 - 1  |
| Wisla Cracovie     | 0 - 5    | Hambourg SV        | 0 - 1  | 0 - 4  |
| NAC Breda          | 2 - 5    | Cardiff City       | 1 - 1  | 1 - 4  |
| Standard de Liège  | 3 - 2    | Aberdeen FC        | 3 - 0  | 0 - 2  |
| Valence CF         | 3 - 1    | FC Steaua Bucarest | 3 - 0  | 0 - 1  |
| Bayern Munich      | 7 - 3    | Vitoria Setubal    | 6 - 2  | 1 - 1  |
| Olympique lyonnais | 4 - 4    | Tottenham Hotspur  | 1 - 0  | e3 - 4 |
| FK Torpedo Moscou  | 6 - 1    | TJ Spartak Trnava  | 3 - 0  | 3 - 1  |

## Quarts de finale
| Équipe 1          | Résultat | Équipe 2           | Aller | Retour   | Appui |
| ----------------- | -------- | ------------------ | ----- | -------- | ----- |
| Standard de Liège | 2 - 4    | AC Milan           | 1 - 1 | 1 - 1 ap | 0 - 2 |
| Valence CF        | 1 - 2    | Bayern Munich      | 1 - 1 | 0 - 1    |       |
| Hambourg SV       | 4 - 2    | Olympique lyonnais | 2 - 0 | 0 - 2    | 2 - 0 |
| Cardiff City      | 2 - 1    | FK Torpedo Moscou  | 1 - 0 | 0 - 1    | 1 - 0 |

## Demi-finales
| Équipe 1    | Résultat | Équipe 2      | Aller | Retour |
| ----------- | -------- | ------------- | ----- | ------ |
| Milan AC    | 2 - 0    | Bayern Munich | 2 - 0 | 0 - 0  |
| Hambourg SV | 4 - 3    | Cardiff City  | 1 - 1 | 3 - 2  |

## Finale
| Équipe 1 | Résultat | Équipe 2    |
| -------- | -------- | ----------- |
| Milan AC | 2 - 0    | Hambourg SV |